# Löbichau
Löbichau is een gemeente in de Duitse deelstaat Thüringen, en maakt deel uit van de Landkreis Altenburger Land.
Löbichau telt 957 inwoners.